# دانييل كاشين
دانييل كاشين (بالروسية: Данила Никитич Кашин) (ولد عام 1769 في موسكو – ومات عام 1841 فيها) هو مؤلف موسيقي روسي.
تتلمذ على يد جوزيبي سارتي. وعمل في موسكو مؤلفا موسيقيا وعازف بيانو ومدير مسرح ومعلم ومنظم حفلات موسيقية. ألف كاشين خمسة أوبرات وكونشيرتو بيانو واحد والعديد من المقطوعات للبيانو، وكذلك الأغاني والألحان الكورالية والكانتات، كما أصدر مجموعة ذات ثلاثة أجزاء للأغاني الفلكلورية الروسية.